# Wormrot
Wormrot — сингапурская грайндкор-группа, образованная в 2007 году. Журналом OC Weekly признана одной из 10 лучших грайндкор-групп.

## История
Коллектив был основан в 2007 году. В 2009 году вышел дебютный альбом, получивший название Abuse. Релиз заметил глава лейбла Earache Records Дигби Пирсон, и уже в следующем году группа подписала контракт с лейблом. Earache переиздали Abuse в Европе 13 апреля 2010 года и в США 8 июня 2010 года. Для продвижения переиздания Wormrot совершили тур по Европе с конца апреля по июнь 2010 года и по США с середины августа по сентябрь 2010 года.
Второй студийный альбом, Dirge, вышел 3 мая 2011 года на лейбле Earache Records. Альбом получил положительные отзывы от рецензента AllMusic Фила Фримана и других критиков. Группа выпустила EP под названием Noise в цифровом формате на лейбле Scion Audio/Visual 20 сентября 2011 года. EP распространялся в виде бесплатной загрузки.
В 2011 году Wormrot отправились в продолжительный тур по США и Европе. В январе 2012 года они гастролировали в Индонезии, а их последний европейский тур состоялся в июне—июле 2012 года. На концерте во Франции, помимо слушателей, присутствовала коза по кличке Biquette, в народе прозванная «The Grindcore Goat» («Коза-грайндкорщица»). Фотографии и видеозапись с концерта стали вирусными в интернете. В сообщении на Facebook от 17 июля группа объявила, что берёт перерыв, планируя продолжить писать новую музыку и вернуться через несколько лет. После обеспокоенных комментариев поклонников и СМИ вокалист Ариф позже уточнил: «Мы берём перерыв в гастролях».
Более года спустя, в августе 2013 года, Wormrot вернулись и выступили на Baybeats Festival, где исполнили пять новых песен, которые вошли в их следующий альбом.
6 апреля 2015 года группа объявила, что барабанщик Фитри был уволен из группы Арифом и Расидом. На момент объявления статус Фитри был неизвестен, группа написала, что «последние пару недель он отдалился от нас и не выходит на связь. Мы опасаемся, что он слишком глубоко вляпался в какое-то дерьмо, и ему неудобно делиться с нами. Если у кого-то из его друзей, которые читают это, есть новости о Фитри, дайте ему знать, что мы ждём любого ответа. Любого». В июне 2015 года группа объявила, что наняла нового барабанщика, Виджеша Гаривала, и продолжит работу над записью своего третьего альбома.
20 июля 2016 года был анонсирован третий студийный альбом группы, Voices, а также выпущен сингл «Fallen Into Disuse». Позже группа записала клип на эту песню в поддержку выхода альбома. Премьера других песен также состоялась В преддверии выхода альбома вышел ещё один сингл, «Shallow Standards», а 13 октября альбом был полностью доступен для прослушивания на Noisey. Официальный релиз Voices состоялся 14 октября 2016 года на лейбле Earache Records.
В 2017 году Wormrot отправились в тур по Европе в феврале и марте. В июне группа приехала в Великобританию, чтобы выступить на фестивале Гластонбери, став первой сингапурской группой, выступившей там.
16 марта 2022 года группа объявила о выпуске своего первого за почти шесть лет альбома Hiss. Группа выложила два сингла: «Behind Closed Doors» и «When Talking Fails, It’s Time for Violence». В записи альбома также приняла участие 18-летняя скрипачка Мира Чу (англ. Myra Choo). Незадолго до выхода альбома, в мае, вокалист Ариф объявил о своём уходе из группы по причинам психического здоровья. «Hiss стал для Арифа чертовски удачным завершением его пребывания в Wormrot», — пишет критик Брендон Шроер. Релиз альбома состоялся 8 июля 2022 года на лейбле Earache Records.

## Состав
- Rasyid — гитара (2007—2012, 2013 — наши дни)
- Vijesh — ударные (2015 — наши дни)

### Бывшие участники
- Halim — бас-гитара (2007)
- Fitri — ударные (2007, 2008—2012, 2013—2015)
- Ibrahim — ударные (2007—2008)
- Acit — ударные (2007)
- Arif — вокал (2007—2012, 2013—2022)

## Дискография

### Студийные альбомы
- 2009 — Abuse
- 2011 — Dirge
- 2016 — Voices
- 2022 — Hiss

### Мини-альбомы
- 2007 — Dead
- 2011 — Noise

### Демо-альбомы
- 2007 — Demo/Promo 2007

### Сплит-альбомы
- 2008 — Diseptic/Wormrot (сплит с Diseptic)
- 2010 — Wormrot/I Abhor (сплит с I Abhor)